# Eraclea al Latmo

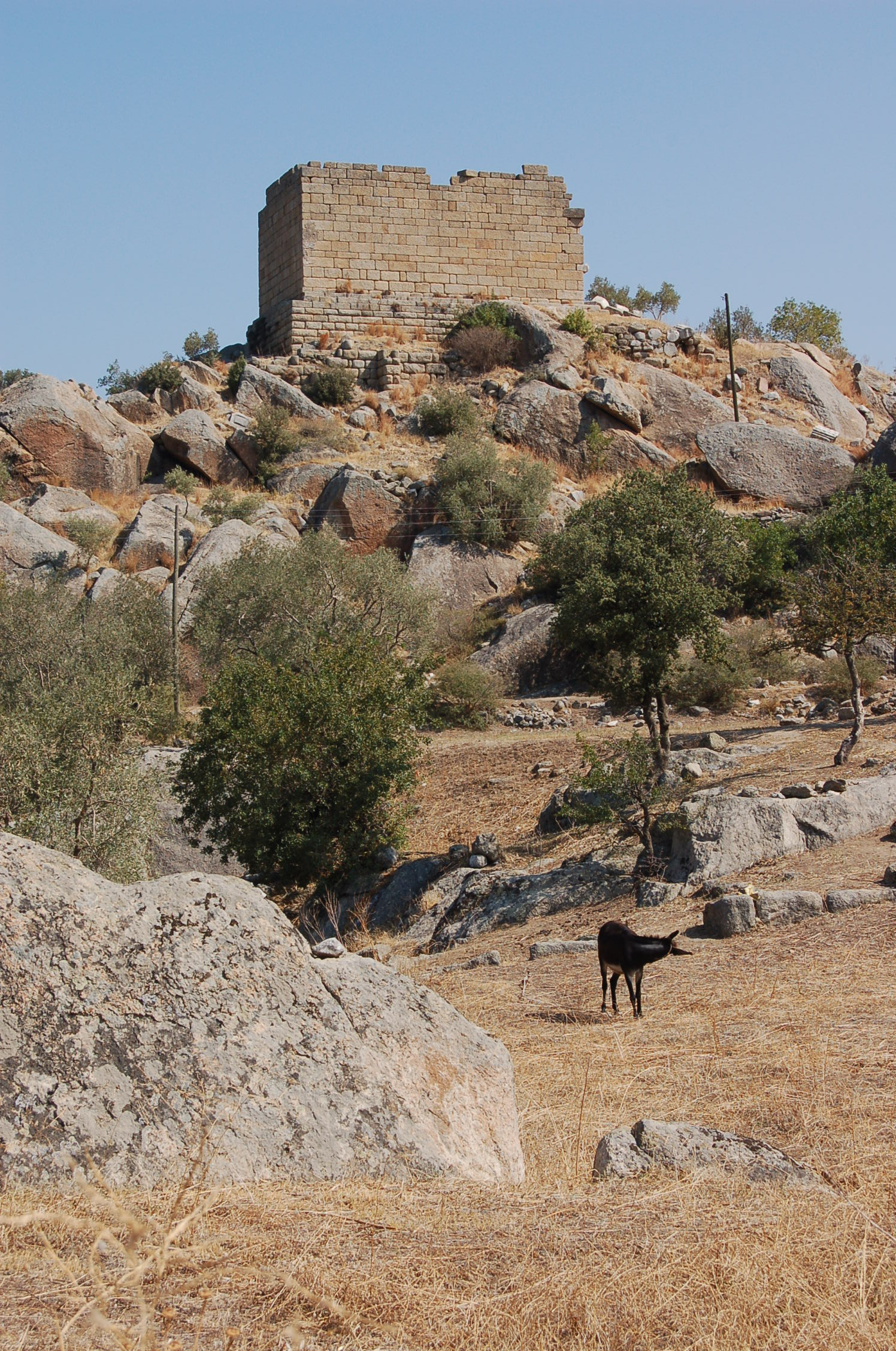
Il tempio di Atena a Eraclea al Latmo

Eraclea al Latmo (in greco antico ῾Ηράκλεια ἡ πρὸς Λάτηῳ e in latino Heraclea ad Latmum) era un'antica città greca della Ionia, situata sulle pendici del monte Latmo (oggi Beşparmak Dağı) ad est.

Evoluzione dell'insabbiamento del golfo di Mileto con la posizione di Eraclea.

Oggi si trova presso il villaggio di Kapırıkı sul lago Bafa, nel distretto di Milas della provincia di Muğla, in Turchia.
In antico il lago Bafa era una rientranza del golfo di Mileto, scomparso per il progressivo interramento. La città aveva in antico due porti.
Nel suo territorio si trovavano cave di marmo.

## Storia
Nel V secolo a.C. la città partecipò alla rivolta ionia contro l'impero persiano. 
Appartenne alla lega delio-attica (Latmi). Fu presa con uno stratagemma prima da Artemisia I, regina di Caria, poi dal suo discendente Mausolo  (377-352 a.C.).
Agli inizi del III secolo a.C., la città fu governata da Pleistarco, fratello di Cassandro, re di Macedonia (302-297 a.C.) e a quest'epoca si deve forse la sua rifondazione in una diversa posizione e la costruzione delle mura ellenistiche.
Fu sede dell'omonima diocesi cristiana.

## Edifici
- Tempio dedicato ad Atena, di ordine dorico con pianta in antis,  edificato su una rupe sopra la città e già esistente nel III secolo a.C.

- L'agorà era circondata da portici dorici, poggiata a sud su sostruzioni i cui vani vennero utilizzati come depositi (II secolo a.C.)

- Santuario dedicato a Endimione, che nell'abside interna della cella templare integra un tratto di roccia affiorante.

Si conservano inoltre il bouleuterion e un teatro.
Su un isolotto del lago venne edificato inoltre un monastero bizantino.